# Palazzo Nasciaro
Palazzo Nasciaro, znany też jako Casa Nasciar – XVIII-wieczny miejski dom mieszkalny w Naxxar (Casal Nasciaro) na Malcie, zbudowany w czasach Zakonu Maltańskiego. Budynek datuje się wstecz do okresu poprzedzającego XVIII wiek, kiedy to był rezydencją rodzinną. W swej historii przeszedł różne procesy adaptacyjne, w zależności od aktualnych potrzeb mieszkańców.
Został zbudowany z intencją, aby służyć jako dom reprezentacyjny, i czasem jako miejsce wypoczynku architektów, którzy go zaprojektowali. Podczas okresu brytyjskiego budynek znany był jako Lieutenant's House (malt. Dar-il Kmand) i mieścił zarząd regionu na Malcie. W końcu został pierwszym posterunkiem policji w Naxxar oraz pierwszą główną komendą policji regionu. Następnie przekształcono go w pierwszą szkołę podstawową w Naxxar. Pod budynkiem znajduje się schron z okresu II wojny światowej, wykorzystywany przez lokalną społeczność podczas bombardowań Malty; mieścił się tam też podziemny szpital położniczy.
Ostatnia zmiana nazwy tego domu miejskiego na Palazzo Nasciaro może wprowadzać w błąd, gdyż jego plan pokazuje, że nie jest to pałac. Zmiana ta powstała prawdopodobnie z powodów czysto romantycznych. Niektóre źródła podają, że dom ma architekturę rokokową, lecz właściwie jest to architektura barokowa.

## Położenie
Palazzo Nasciaro zbudowany został w strategicznym miejscu, na wzgórzu górującym nad Trzema Wioskami, a to: Attard, Balzan i Liją, chociaż otoczenie jest dziś zabudowane, a wioski są teraz miastami. Budynek stoi w bliskim sąsiedztwie centrum Naxxar, w pobliżu głównego piazza, Victory Square. Ulica, przy której stoi nosi angielską nazwę Main Street (malt. Triq il-Kbira), lecz zanim lord Gerald Strickland rozpoczął „anglicyzowanie” nazw maltańskich ulic, nazywana była Strada Reale. Ulica ta istniała już w latach 20. XVIII wieku. Dziś wciąż wiedzie ona wprost do głównego placu miasta, lecz nie jest już główną ulicą wiodącą bezpośrednio do Valletty, a to z powodu późniejszej zabudowy. Palazzo znajduje się obok domu proboszcza parafii Naxxar. Naxxar jest wioską na wzgórzu, pałac stoi przy ulicy biegnącej w kierunku jego szczytu. Siłą rzeczy dwie wyższe, mieszkalne kondygnacje postawione są na trójkątnej (w pionowym przekroju) kondygnacji przyziemnej. Oryginalnie z pałacu rozciągał się widok na Three Villages.

## Historia

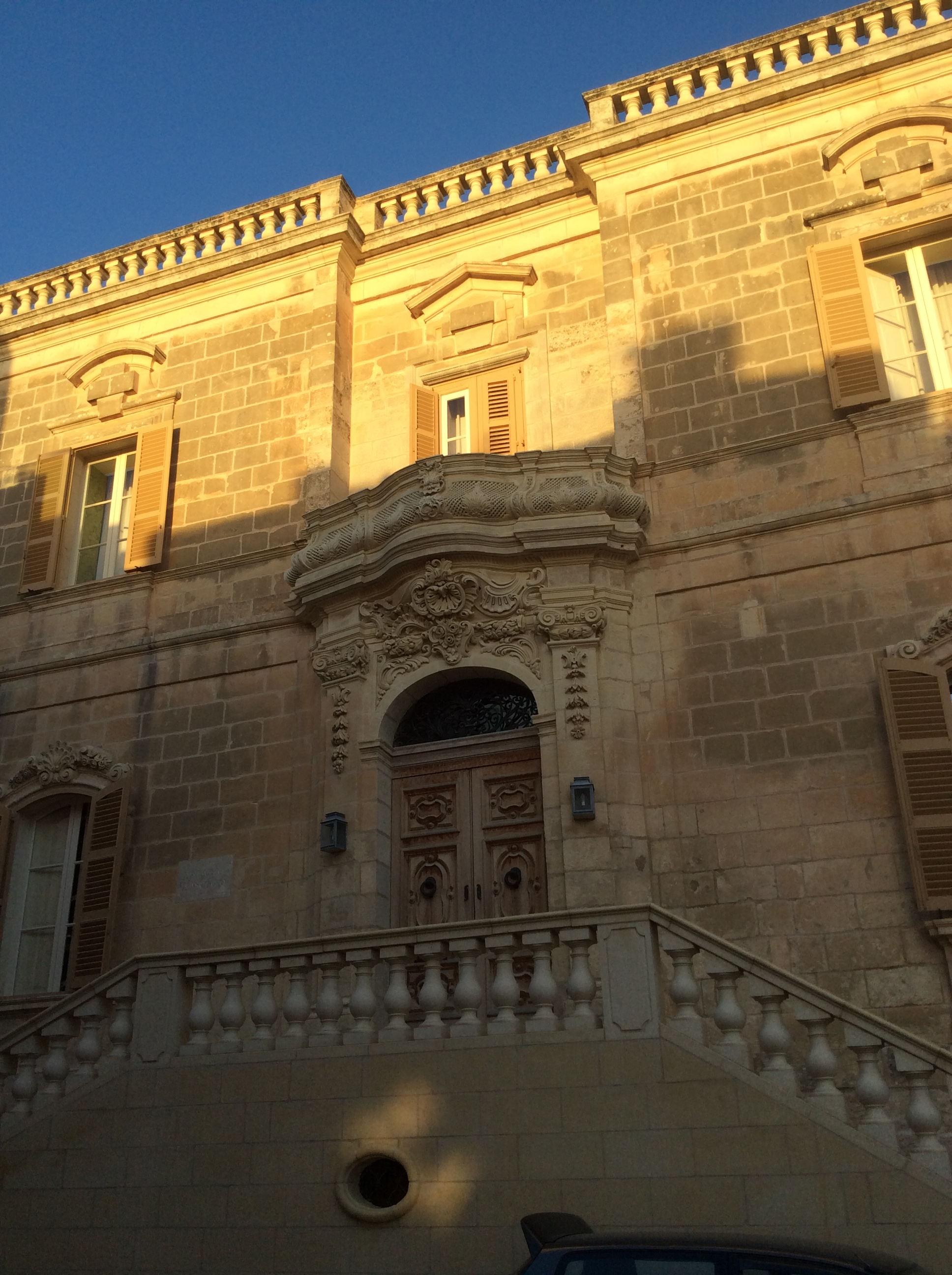
Barokowa fasada

### Rodzina Sammut
Palazzo Nasciaro został zbudowany w czasie rządów Zakonu św. Jana. Projektantem był architekt Francesco Sammut (ur. 1755), a pewne modyfikacje wykonał jego syn Giovanni. Francesco Sammut zaprojektował ten dom miejski na swoją reprezentacyjną rezydencję, a Giovanni go odziedziczył. Obydwaj, Franceso i Giovanni są dobrze znani jako architekci. Historia domu mówi, że należał on również do rodziny Amato.

### Lieutenant's House
Podczas okresu brytyjskiego palazzo Nasciaro był siedzibą miejscowego Lieutenanta. Pozycja ta oznaczała zarządzanie pewnym obszarem, w tym przypadku nie ograniczającym się do Naxxar, lecz rozciągającym się aż po Saint Paul’s Bay. Lieutenant był znany w tym czasie wśród pewnej liczby mieszkańców włoskojęzycznych jako Luogotenente (wł. porucznik). W tamtym czasie na Malcie nasiliła się „walka” pomiędzy językiem włoskim i angielskim. Pewna liczba szlachty, w tym Giuseppe Scicluna, była prowłoska, gdy w tym samym czasie Brytyjczycy zostawili aż do XIX wieku edukację w rękach przedstawicieli szlachty, razem z nauczaniem języka włoskiego. W Naxxar większość mieszkańców była szlachetnie urodzona, prowłoska, i z tego powodu nawet zwracała się do Lieutenanta po włosku. Pałac był nazywany Casa del Luogotenente lub Casa Nasciaro.

### Szkoła podstawowa
W Palazzo Nasciaro mieściła się prawdopodobnie pierwsza publiczna, darmowa szkoła w Naxxar. Szkoła została otwarta po inicjatywach brytyjskiego rządu na Malcie, dotyczących edukacji; w tym samym czasie na Malcie otwarto szereg innych szkół. Działalność w pałacu ukierunkowana była na potrzeby społeczności w Naxxar; szkoła średnia otwarta została nieopodal, na tej samej ulicy, w byłych ogrodach pałacu. W tym czasie dobudowane zostały szkolne toalety, które wciąż są częścią pałacu. Pierwszym dyrektorem szkoły została Elisa Scicluna, przeniesiona do Naxxar we wrześniu 1904 roku z Msidy.

### Posterunek policji

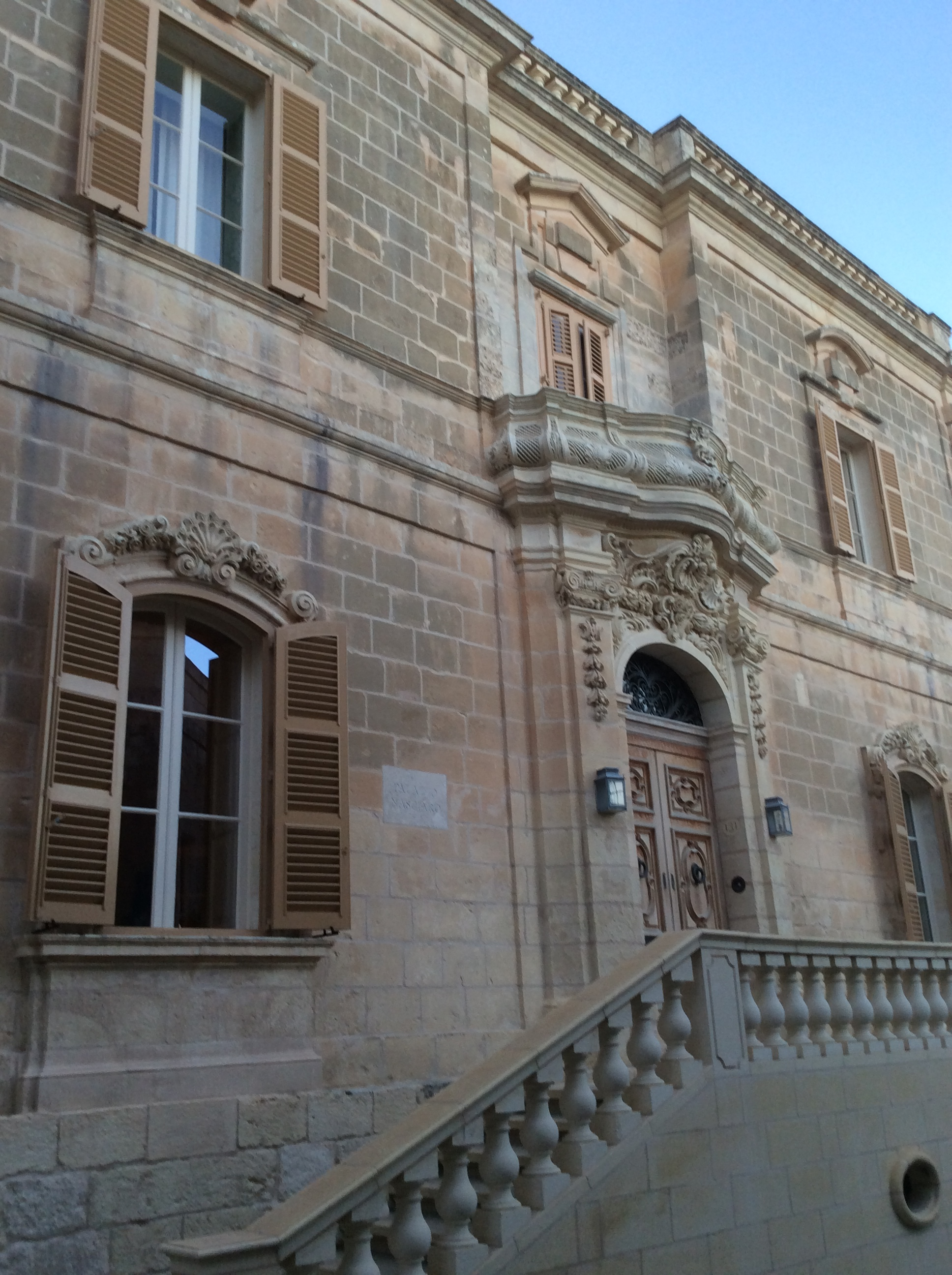
Napis na tablicy na lewo od wejścia: „Palazzo Nasciaro”

Palazzo Nasciaro wciąż jest znany wśród miejscowej ludności jako old police station (z ang. stary posterunek policji), którym był de facto prawie do końca XX wieku, kiedy został opuszczony na ponad 20 lat. Pomimo tego wciąż ma duży szacunek wśród policjantów oraz społeczności lokalnej, ponieważ służył jako kwatera policji dużego regionu na północy Malty w czasie rządów brytyjskich i na początku kształtowania się służb policyjnych Malty. W tym czasie tradycyjny maltański drewniany balkon, który istniał przez dwa wieki na fasadzie budynku razem z kamiennym, barokowym w kształcie, został usunięty.

### Schron i podziemny szpital położniczy
Podczas II wojny światowej Malta była bezpośrednio zaangażowana w działania wojenne, doświadczając bombardowań lotniczych samolotów włoskich i niemieckich. W celu zapewnienia bezpieczeństwa mieszkańcom zbudowano szereg schronów, głównie w miastach wewnątrz fortyfikacji Zakonu Joannitów. W wioskach, takich jak Naxxar, zostało wykopanych jedynie kilka, przeważnie na terenie prywatnych posesji, których właściciele udostępnili je społeczności. Najbardziej znanym schronem z czasów wojny jest schron pod Palazzo Parisio oraz pod Palazzo Nasciaro, zwłaszcza dlatego, że obydwa były dostępne dla ogółu w razie potrzeby, oraz obydwa były wykorzystywane jako tymczasowy szpital podziemny. W Palazzo Nasciaro znajdowały się dwa schrony, każdy wykopany na innym poziomie. Ten używany jako szpital zaczynał się na poziomie ulicy. Schrony kopane były ręcznie i miały formę labiryntu. Tablica „Air Raid”, która umieszczona była na froncie budynku i informowała, że tam znajduje się schron przeciwlotniczy, dziś eksponowana jest w Malta at War Museum.

### Współczesność
Pałac został odremontowany z myślą o wykorzystaniu go jako prywatna rezydencja. Odnowa i modernizacja zostały podjęte po ponad 20-letnim okresie nieużytkowania budynku. Poprzedni właściciele rozbudowali studio apartment na parterze z tyłu budynku oraz dodali basen. Oryginalna wyższa część balkonu, istniejącego na froncie, która zrobiona była z drewna, nie jest przewidziana do odtworzenia.

## Architektura

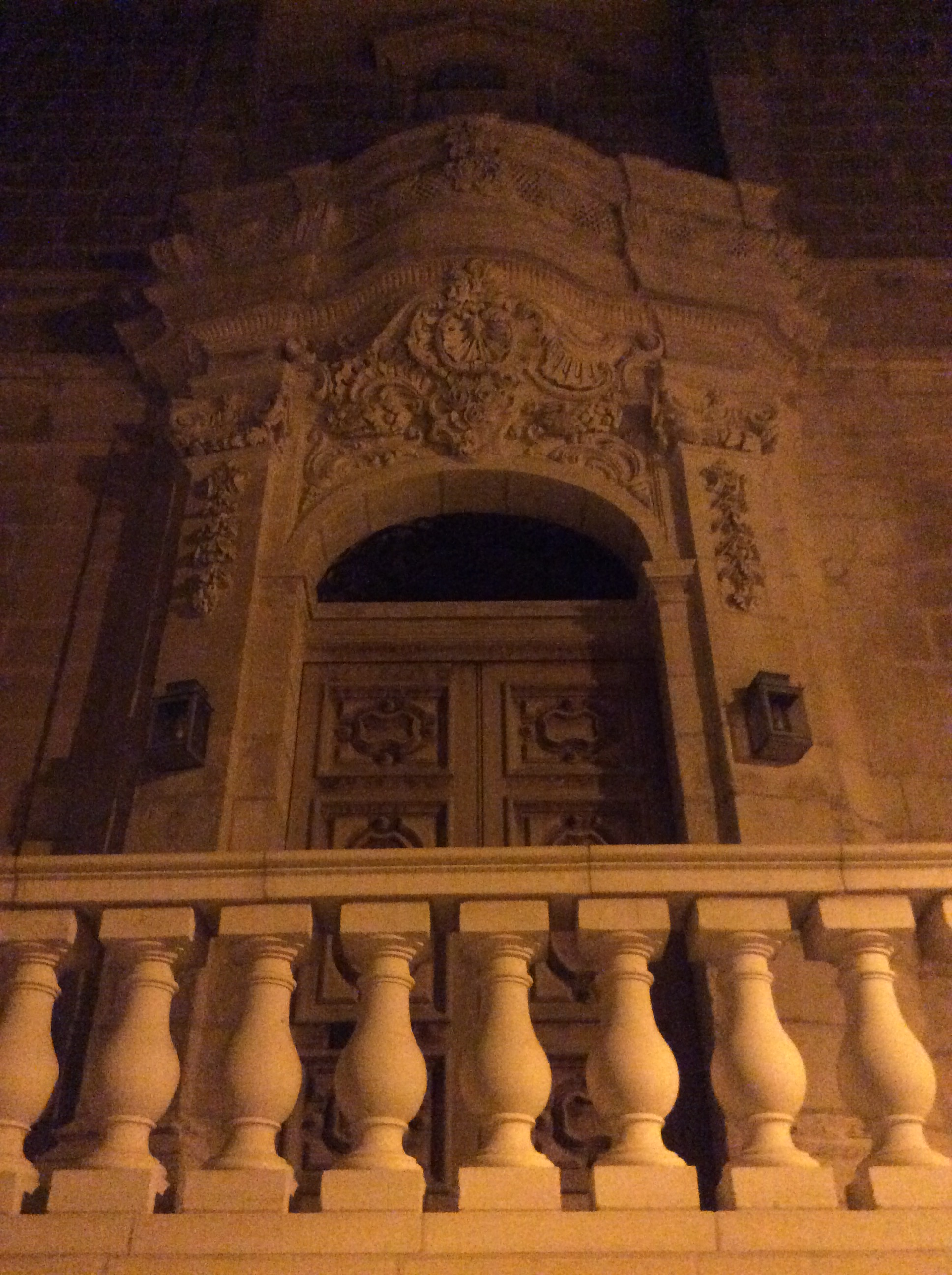
Palazzo Nasciaro

### Wygląd zewnętrzny
Pałac ma imponującą barokową symetryczną fasadę. Została ona początkowo zaprojektowana przez Franceso Sammuta, lecz później przeprojektowana przez jego syna Giovanniego jako podarunek dla jego ukochanej żony. Przed renowacją zaprojektowane i wykonane zostały kolumny tarasowe, które wstawiono na miejsce dotychczasowych krat. Fasada ma trzy kondygnacje od poziomu ulicy. Na najniższej jest wejście do schronu, zaś do głównego wejścia prowadzą dwa biegi schodów, po jednym z obu stron.

### Wnętrze
Wnętrze przejęło architekturę od tradycyjnego maltańskiego dziedzińca. Ma zaprojektowane w stylu barokowym bramy w wejściu i bocznych pokojach. Większość budynku jest skromna architektonicznie. Dziś pałac utrzymany jest w formie domu, jego modernizacja ciągle trwa. Pałac ma wysokie sufity, drewniane okiennice, oryginalne kamienne płyty posadzki i wiele innych. Na piętrach dano więcej kolorów i bardziej je zmodernizowano, jakkolwiek nie zapomniano od zachowaniu „ducha przeszłości”. W pałacu są trzy wewnętrzne biegi schodów.

## Teren odkryty

### Byłe ogrody
Duże ogrody, które kiedyś należały do budynku, zostały otwarte dla publiczności jako Gnien il-Kmand (ang. Commander's Gardens; pol. ogrody dowódcy), biorąc nazwę od Lieutenanta. Ten, wiedząc, że w okolicy brakuje terenów rekreacyjnych, zdecydował się zrobić pożytek z ogrodów, otwierając je dla publiczności. Jednak później teren ten został zabudowany nowoczesnymi domami.

### Dziedzińce centralny i tylny
Centralny dziedziniec wciąż zachował, z niewielkimi modyfikacjami, niektóre oryginalne cechy, które stanowią o jego powiązaniu z budynkiem. Jest tam kilka roślin, jak. np. Cestrum nocturnum oraz Trachelospermum jasminoides, które nadają temu miejscu romantyczny wygląd tak w dzień, jak i w nocy. Na murze dziedzińca wyróżnia się mała lecz dekoracyjna fontanna. Większość pomieszczeń na parterze od strony dziedzińca ma bezpośrednie nań wyjście. Duże tylne ogrody przekształcone zostały w tylny dziedziniec.

## Dziedzictwo kulturowe

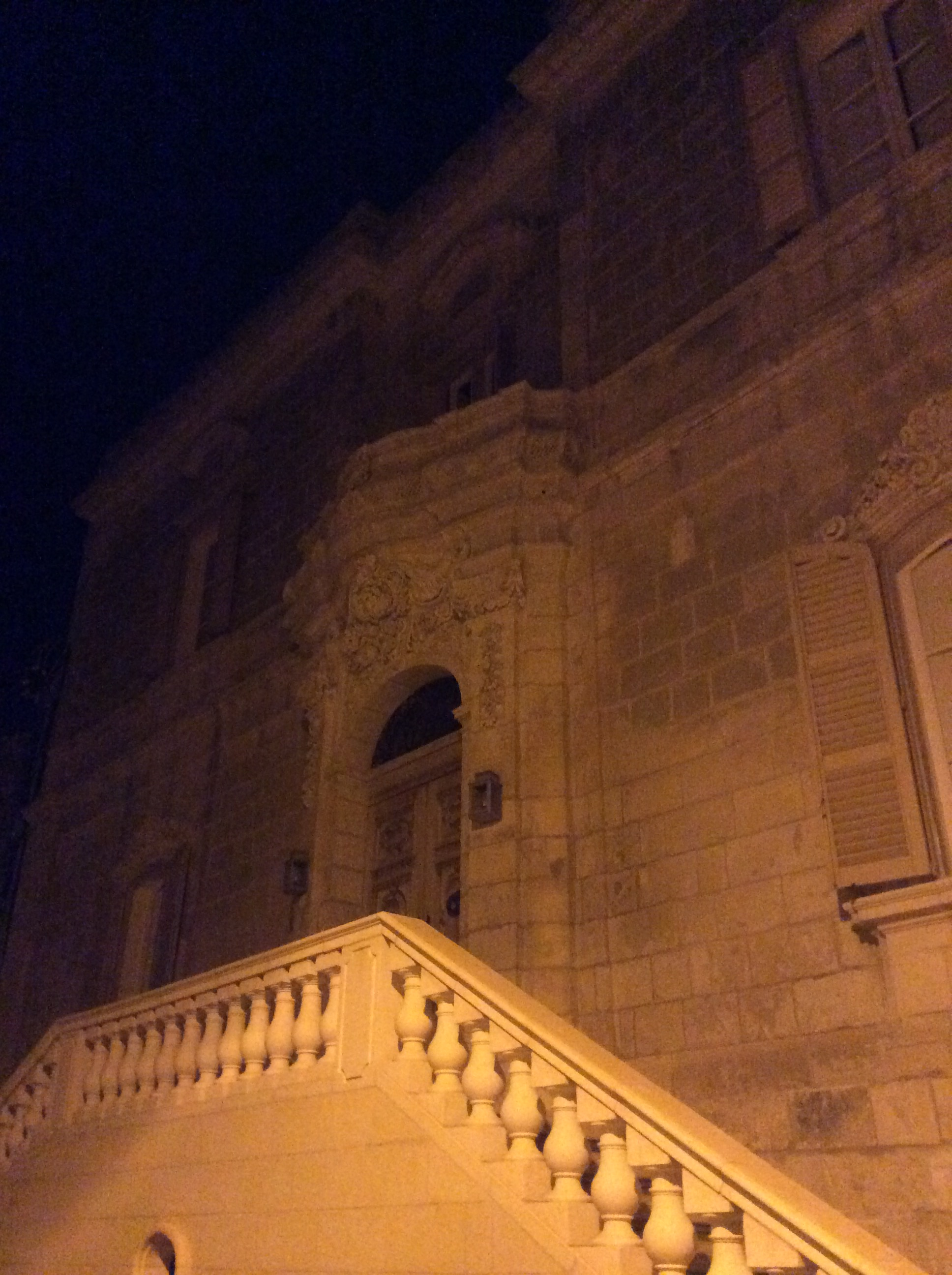
Palazzo w nocy

Dom miejski stojący przy 131, Triq il-Kbira, jest umieszczony na wykazie zabytków narodowych klasy 2 przez Malta Environment and Planning Authority (MEPA).